# نیژنیه آبدریاشوو
نیژنیه آبدریاشوو (به لاتین: Nizhneye Abdryashevo) یک منطقهٔ مسکونی در روسیه است که در باشقیرستان واقع شده‌است.